# Óscar Raúl González
Oscar Raúl González Pentinto (Berisso, 7 de enero de 1954) es un exfutbolista argentino. Jugaba de delantero y su primer club fue Arsenal de Sarandí.

## Carrera
Comenzó su carrera en 1971 jugando para Arsenal de Sarandí. Jugó para el club hasta 1972. En ese año se fue al Juventud de Pergamino. Se mantuvo en el club hasta 1974. En ese año se fue al Sportivo Italiano. Jugó para el club hasta 1976. En ese año se fue a España, en donde formó parte de las filas del Rayo Vallecano. Se mantuvo en el equipo madrileño hasta 1978, cuando ese año fue cedido al Atlético de Madrid. Jugó para ese equipo hasta 1980. En ese año regresó a la Argentina, para formar parte de las filas del Desamparados de San Juan, club en el cual se mantuvo hasta 1983. En ese año se pasó al otro club sanjuanino, el San Martín de San Juan, club en el cual se retira en 1986.

## Clubes
| Club                     | País      | Año       |
| ------------------------ | --------- | --------- |
| Arsenal de Sarandí       | Argentina | 1971-1972 |
| Juventud de Pergamino    | Argentina | 1972-1974 |
| Sportivo Italiano        | Argentina | 1975-1976 |
| Rayo Vallecano           | España    | 1976-1978 |
| Atlético de Madrid       | España    | 1978-1980 |
| Desamparados de San Juan | Argentina | 1980-1983 |
| San Martín de San Juan   | Argentina | 1983-1986 |